# شک مور
شک مور (انگلیسی: Shaq Moore؛ زادهٔ ۲ نوامبر ۱۹۹۶) بازیکن فوتبال اهل ایالات متحده آمریکا است.
از باشگاه‌هایی که در آن بازی کرده‌است می‌توان به باشگاه فوتبال لوانته و باشگاه ورزشی تنریف اشاره کرد.
وی همچنین در تیم ملی فوتبال  ایالات متحده آمریکا بازی کرده‌است.